# Данилово (Грязовецкий район)
Дани́лово — упразднённая деревня в Грязовецком районе Вологодской области России.
В рамках организации местного самоуправления входила в Перцевского муниципального образования, в рамках административно-территориального устройства — в Перцевский сельсовет.
Расстояние по автодороге до районного центра Грязовца — 8 км, до центра муниципального образования Слободы — 18 км. Ближайшие населённые пункты — Качалово, Корбино, Козлово.
По данным переписи в 2002 году постоянного населения не было.